# Ana Botella Gómez
Ana Botella Gómez (Valencia, 12 de febrero de 1958) es una técnica superior de la Administración General del Estado, funcionaria de la Generalidad Valenciana y política socialista española que ha sido secretaria de Estado de Seguridad.
Anteriormente, ha ejercido como delegada del Gobierno en la Comunidad Valenciana entre 2010 y diciembre de 2011 y diputada al Congreso en la XI y XII legislaturas tras ser elegida por la circunscripción electoral de Valencia donde figuraba en la primera posición de las listas presentadas por el Partido Socialista Obrero Español (PSOE).
Licenciada en Geografía e Historia por la Universidad de Valencia con el Premio Extraordinario de Fin de Carrera, ha sido directora general del Instituto Turístico Valenciano en la Consejería de Industria, Comercio y Turismo de la Generalidad Valenciana, jefe de área de Fomento de la Innovación y de la Competitividad del IMPIVA (Consejería de Empresa, Universidad y Ciencia) de la Generalidad Valenciana. Fue concejala entre 2007 y 2010 por el Partido Socialista Obrero Español en el Ayuntamiento de Valencia.
En septiembre de 2024 fue condecorada con la Gran Cruz de la Orden del Mérito de la Guardia Civil.